# Källslätten

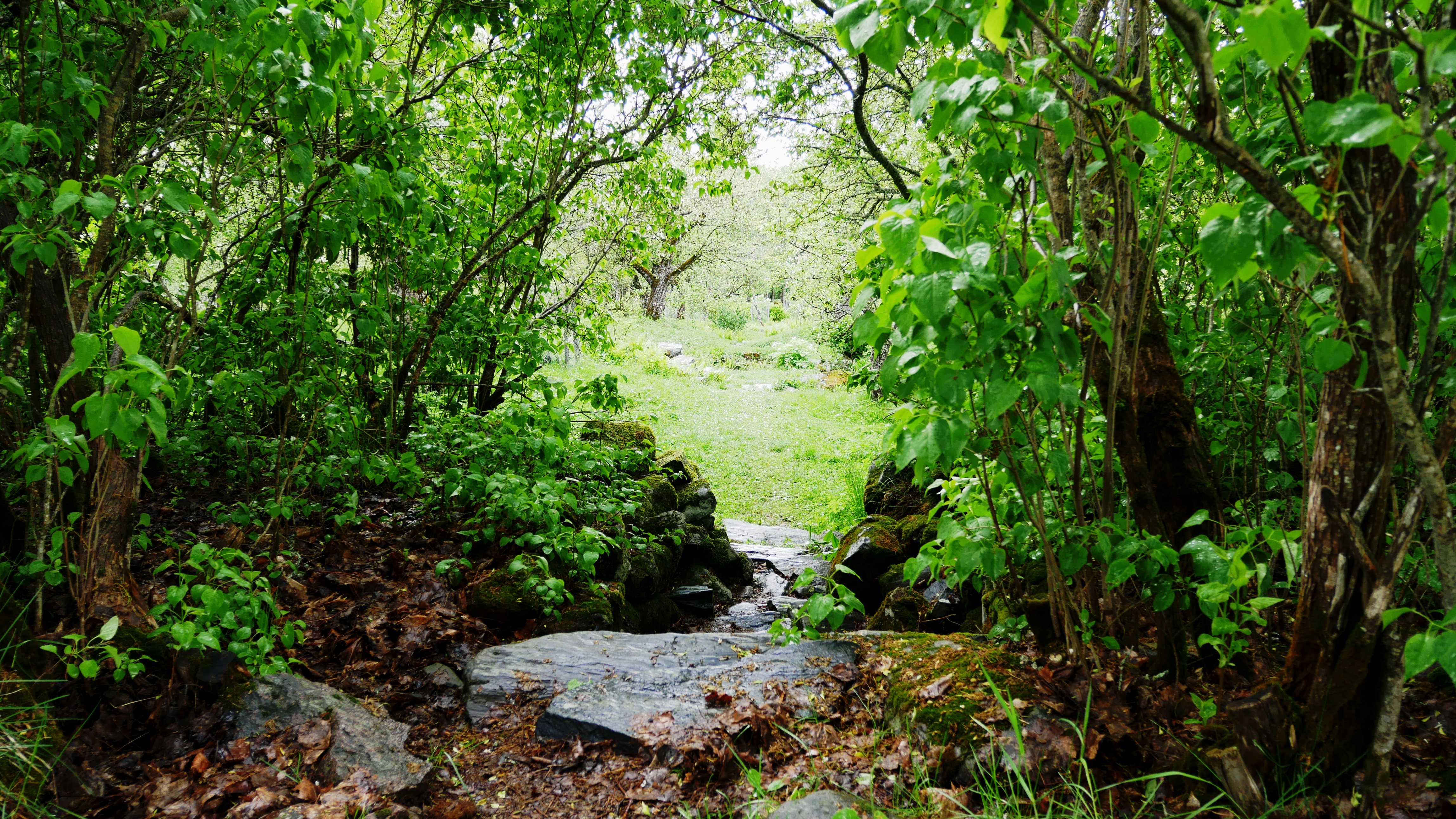

Källslätten är ett Natura 2000-område nordväst om Falun i Falu kommun.
Källslätten är platsen för en gammal bergsmansgård, idag återstår endast grundmurarna av ett härbre på platsen, omgiven av ett idag mycket sällsynt slåtter- och beteslandskap. Källslätten är känt sedan 1500-talet, men har möjligen äldre anor. Enligt traditionen skall ett gammalt munkkloster ha legat på platsen och rester efter några karpdammar har antagits härstamma från den tiden. Under 1600-talet anlades här en bergsmansgård
Förvildade bärbuskar och rester av terrasser och springbrunnar är rester efter bergsmansträdgården. Bland de förvildade fruktträden finns moderträdet för äppelsorten Gubbäpple.